# ال سنت جان
اَل سنت جان (انگلیسی: Al St. John؛ زاده ۱۰ سپتامبر ۱۸۹۲ - درگذشت ۲۱ ژانویه ۱۹۶۳) بازیگر اهل ایالات متحده آمریکا بود.

## گزیدهٔ فیلم‌شناسی
- پلیس بنگفیل
- در چنگال تبهکاران
- زیبای آمریکایی
- عشق
- آشفتگی عشقی هوگان
- یک تکه کاغذ
- ماه عسل سه‌نفره
- نفرین‌ها!
- آیرن میول
- دزدان قصابی
- قاچاقچیان ویسکی
- جنب‌وجوش پر سروصدا
- گوش کن لینا
- زنان بریج‌باز
- اشتباهات همسرش
- بگومگوهای زن‌وشوهری
- رومئوی بی‌پروا
- پخمه، ولی جسور
- پادوی هتل
- به‌دنبال لیزی استری
- یک عروسی کوچک بی‌سروصدا
- پیک‌نیک پیشخدمت
- یک راهزن
- کمپینگ در هوای آزاد
- مجلس رقص خدمتکاران
- یک عشق‌وعاشقی بی‌نتیجه
- محموله ویژه
- رفتار خودسرانه میبل
- وقتی عشق پرواز می‌کند
- آن حلقه کوچک طلا
- باربر قطار مسافری
- در غرب
- شات‌گان‌های لگدپران
- رفتار خودسرانه میبل
- سگ وفادار چاقالو
- بازدید میبل و چاقالو از نمایشگاه جهانی سان فرانسیسکو
- سقوط چاقالوی بی‌وفا
- توله‌سگ شجاع چاقالو
- آغاز کار چاقالو
- فرجام چاقالو
- عموزاده دهاتی ما
- آن جوانک‌های ساده‌دل
- در سالن نمایش قدیمی
- تبهکاران
- انجام داد و انجام نداد
- همهمه‌ای از ژرفنا
- شور و اشتیاق سه‌گانه
- آن گروه موسیقی رگتایم
- اشاره هشداردهنده
- شورش
- سند بدهکاری مورفی
- او به شکار می‌رود
- گامی نادرست
- بخت عاشقان